# نزدیک نیمه‌شب (فیلم)
نزدیک نیمه‌شب (به انگلیسی: Round Midnight) فیلمی ۱۳۳ دقیقه‌ای به کارگردانی برتران تاورنیه با بازی دکستر گوردون است.

## خلاصه داستان
«دکستر گوردون» افسانه موسیقی جاز در فیلم نقش «دیل تنر» نوازنده ساکسیفونی را بازی می‌کند که با آرامی در برابر الکل تسلیم شده و از خانواده‌اش دور می‌شود. او پیشنهادی برای نواختن در پاریس دریافت می‌کند؛ جایی که مانند دیگر نوازندگان سیاه‌پوست آمریکایی از احترامی که به انسانیتش گذاشته می‌شود لذت می‌برد و…

## جوایز
این فیلم برنده اسکار بهترین موسیقی متن و کاندیدای یک اسکار دیگر (کاندیدای اسکار بهترین بازیگر نقش اول مرد) در سال ۱۹۸۷شد.